# 白清姚千街道
白清街道，是中华人民共和国辽宁省沈阳市苏家屯区下辖的一个乡镇级行政单位。

## 行政区划
白清街道下辖以下地区：
和顺堡村、邓家沟村、太平山村、白清寨村、康宁营村、台沟村、康家山村和营盘村。